# Езоло
Е́золо (итал. Jesolo) — курортный город и коммуна в Италии на побережье Адриатического моря в провинции Венеция области Венеция, в 16 км северо-восточнее Венеции.

## История
Во времена Римской империи Езоло был небольшой деревушкой Equilium на острове недалеко от устья Пьяве. Он был одним из портов на длинном пути из Равенны, и корабли часто делали здесь остановку, ища защиту от сильных ветров бора и морских бурь. После распада Римской империи Езоло вместе с другими городами Верхней Адриатики образовали своё государство со столицей в Жезоло и Чивитас-Нова. Первым регентом города стал венецианский дож Паоло Лучио Анафесто. Последующие годы стали для Езоло годами расцвета благодаря оживлённой торговле, судоходству и добыче соли.
Жителям города приходилось часто бороться с наводнениями Пьяве, которая, как и другие реки Адриатики в те времена, часто меняла своё русло. Образование мелей делало судоходство все более трудным, а сухопутные пути все более легкими. Кроме этого, на город всё чаще стали нападать венгры. Несмотря на это, Езоло ещё несколько веков оставался торговым городом, пока не потерял своё значение, так как часть населения перебралась в Венецию.
В XV веке на пересечении реки Пьяве и канала возник новый центр города. Фамилия семейства Цукарин, отвечающего за движение по каналу, стала новым названием: Кавацукарина (канал Цукариных).
В XVII веке река Пьяве попала в план деривационных мероприятий Венеции. С тех пор она протекает не по городу, а в обход с восточной стороны и впадает в Адриатическое море около Кортеллаццо, в то время как по старому руслу, ещё сегодня называемому Пьяве Веккиа (старая Пьяве), протекает впадающая в Адриатическое море Силе. Обе реки соединяет между собой канал.
В Первую мировую войну Езоло стал местом сражений между итальянской и австро-венгерской армией.
В 1930 году город вновь стал называться Езоло. В то же время началось развитие туризма. В 1934 году в городе уже были построены многочисленные виллы и отели. В 60-х годах центр города и береговая полоса были застроены новыми современными зданиями отелей.
Количество жителей меняется в зависимости от сезона.
Покровителем коммуны почитается святой Иоанн Креститель, празднование 24 июня.

## О городе
Езоло разделён на две части: Езоло-Паэзе — в двух километрах от берега и более важная часть, Лидо-ди-Езоло — в Венецианской лагуне.
Лидо-ди-Езоло раскинулся между реками Силе и Пьяве. На впадении Пьяве в море находится бывший рыбацкий посёлок Кортеллаццо. В устье Силе стоит маяк. За ним, между лагуной и морем, видна коммуна Каваллино-Трепорти. Оттуда есть морское транспортное сообщение в Венецию.
Лидо-ди-Езоло состоит из нескольких районов:
Фаро — в устье Силы.
Чентро-Овест — городской центр в западной части города.
Чентро-Эст — небольшой городской центр в восточной части города.
Пинета — кемпинг-стоянки и леса пиний.
Кортеллаццо — в устье Пьяве.
На границе коммун Езоло и Эраклея находится Лагуна-дель-Морт — окружённая со всех сторон дюнами и пиниями лагуна, настоящий птичий рай.

## Достопримечательности и культура
Йезольский маяк высотой 48 м построен в 1948—1950 годах на месте старого маяка 1840 года.
Археологическая область на севере Езоло с остатками городских стен времен Римской империи.
Торе Калиго.
Церковь Санта-Мария-Ассунта.
Музей естественной истории.
Аквариум рептилий.

## Экономика и инфраструктура
Основная отрасль экономики — туризм. Раньше Езоло принимал до 6 миллионов посетителей в год, в последнее время количество туристов сократилось до 4,5 млн.
В Езоло ведут две автомобильные дороги: SP 43 Портегранди — Езоло и SP 42 Езолана-Сан-Микеле-аль-Тальяменто — Езоло. Автобан А4 проходит на расстоянии 20 км от города. Ближайшая железнодорожная станция — Сан-Дона-ди-Пьяве. Ближайший международный аэропорт — аэропорт Венеции, а также аэропорт Тревизо.

## Города-побратимы
- Фельден-ам-Вёртер-Зе, Австрия